# 仮想マイコン応用推進協議会vECU-MBDワーキンググループ
仮想マイコン応用推進協議会vECU-MBDワーキンググループ（かそうマイコンおうようすいしんきょうぎかい ヴィイーシーユー-エムビーディーワーキンググループ、英: Japan Virtual Microcontroller Initiative vECU-MBD Working Group） は、自動車のECU（Electronic Control Unit）の開発に関わる関連業界の開発者と研究者の集まりである。本ワーキンググループでは、仮想マイコンや仮想ECUを応用したMBD（Model-Based Development、モデルベース開発）手法に関わる技術的な協調活動を行っている。

## 経緯
高性能化、高機能化、経済性向上（低コスト化、低燃費化）、信頼性・安全性向上、快適性向上や対環境性（排ガス規制への対応）向上等のユーザーニーズや社会的要請に応えるため、自動車のエレクトロニクス化が急速に進んできた。その結果として自動車に搭載されるECUの担う機能の増大、また、その実現に用いられるソフトウェアが大規模化、複雑化した。これに伴う開発期間の長期化や信頼性の維持などの開発上の問題に対応するために、制御装置と制御対象の機能をモデル化して品質向上と開発効率向上を目指した、モデルベース開発（MBD: Model-Based Development）手法が活用されてきた。
さらに、開発後半のシステムテストでの手戻りをなくすために、実機のECUの代わりに仮想マイコンや仮想ECUを応用したMBD手法の導入が検討された。しかし、仮想マイコンや仮想ECUの活用には、シミュレーションに用いるモデル、ツール、開発プロセス等に関わる課題があった。その課題を解決するために、カーメーカー・ECUメーカー・半導体メーカー・シミュレーションツールメーカーの領域を縦断した活動が必要と考えられた。そこで、有志メンバーが集まり、国内協調活動である仮想マイコン応用推進協議会vECU-MBDワーキンググループが 2010年4月に設立された。

## 参加会員
本ワーキンググループは、下記の自動車の開発や利活用に関わる、自動車完成車メーカー、自動車部品メーカー、半導体メーカー、ソフトウェアツールメーカー、および研究機関に所属する技術者や研究者の有志により構成されている。
- 株式会社アイシン
- イータス株式会社
- 株式会社インターバディ
- 株式会社ヴィッツ
- Australian Semiconductor Technology Company 株式会社
- オムロンオートモーティブエレクトロニクス株式会社
- ガイオ・テクノロジー株式会社
- カルソニックカンセイ株式会社
- 公益財団法人九州先端科学技術研究所
- クオリアーク・テクノロジー・ソリューションズ株式会社
- サイプレス・イノベイツ株式会社
- 住友電装株式会社
- 株式会社ゼロソフト・アシストテクノロジー
- 株式会社チームＡＩＢＯＤ
- ｄＳＰＡＣＥ Ｊａｐａｎ株式会社
- 株式会社デンソー
- 株式会社デンソーテン
- 株式会社東芝
- トヨタテクニカルディベロップメント株式会社
- 日産自動車株式会社
- 日本ケイデンス・デザイン・システムズ社
- 日本シノプシス合同会社
- 一般財団法人日本自動車研究所
- 日立オートモティブシステムズ株式会社
- 株式会社日立産業制御ソリューションズ
- 株式会社日立製作所
- ボッシュ株式会社
- 株式会社本田技術研究所
- 株式会社ボード・プランニング
- マツダ株式会社
- 三菱電機株式会社
- ルネサス エレクトロニクス株式会社

（コアメンバー：計32機関） 【順不同】（2017年3月）
本ワーキンググループの事務局は、公益財団法人九州先端科学技術研究所が担当している。

## 活動内容
本ワーキンググループでは、仮想マイコンや仮想ECUを応用したMBD（モデルベース開発）手法に関わる技術上の課題の解決に向けたガイドの作成、要求仕様の標準化提案、実証例題の作成、および、啓蒙活動等を行っている。
主な成果物として、「仮想ECU活用のためのユーザ導入支援ガイド」「モデル調達・構築ガイド」が公開されている。
主な実証実験として、「複数ＥＣＵ連動」、「フォールト注入テスト」、「クラウド上での異ユーザ協調シミュレーション」が報告されている。実証実験のベースとなるモデルには、JMAABで開発されたパワーウィンドウシステムが利用された。

### 主なガイド資料
- 仮想ECU活用のための ユーザ向け 導入検討支援ガイド
- 仮想マイコン応用シミュレーションのためのモデル調達・構築ガイドおよび手順

### 主な実証実験
- パワーウィンドウシステム
- フォールト注入
- 複数ECU間インタフェースモデルおよび複数ECU連動

### 主な講演資料
- 仮想ECUを用いたモデルベース開発の試行, ISIT第13回カーエレクトロニクス研究会, 2013年5月
- 仮想ECU活用のためのユーザガイド策定, ISIT第14回カーエレクトロニクス研究会, 2014年1月
- 仮想ECUを用いた複数ECU連動およびフォールト注入の試行, ISIT第15回カーエレクトロニクス研究会, 2014年7月
- MBDの拡張：ECUおよびHILSの仮想化とその活用事例, JMAAB Open Conference 2017, 2017年6月

## 補足
本ワーキンググループは、略称として「vECU-MBDワーキンググループ」または「vECU-MBD WG」と称する場合があるが、正式名称は「仮想マイコン応用推進協議会vECU-MBDワーキンググループ」である。